# 삼츠헤자바헤티주
삼츠헤자바헤티(조지아어: სამცხე-ჯავახეთი, 옛 메스케티, Samtskhe-Javakheti)는 조지아의 남부에 있는 주이며 아할치헤가 그 수도이다. 삼츠헤자바헤티는 아할치헤, 아디게니, 아스핀자, 보르조미, 아할칼라키, 니노츠민다의 6개 행정구로 구성되어 있다. 그 지역에는 작은 마을 6개와 공동체 및 사크레불로스 마을(모임) 67개, 마을 268개가 있다. 그 지역은 북쪽으로 구리아와 이메레티, 북동쪽과 동쪽으로 카르틀리(시다 카르틀리와 크베모 카르틀리), 남쪽으로 아르메니아, 터키, 아자라와 접해 있다. 바쿠-트빌리시-제이한 송유관과 남캅카스 송유관이 그 지역을 지나간다.

## 메스케티 투르크인 축출
메스케티안 투르크(또는 메스케티아인)들은 조지아에서 터키와 인접한 지역인 메스케티(오늘날 삼츠헤)의 이전 무슬림 거주자들이다.1944년 11월 15~25일에, 스탈린의 명령으로 그들은 가축차들에 실려 중앙아시아로 추방되었고, 현 시대 국가들인 카자흐스탄, 키르기스스탄, 우즈베키스탄의 국경들이 중복되는 지역에 정착했다. 오늘날, 그들 중 많은 사람들이 여전히 그 나라들의 국경들을 넘어 분산되고 있다. 강제로 추방된 그들 10만명 가운데, 총 1만명은 싸늘한 주검으로 발견되었다.

## 인구
그 지역 거주자들 대다수는 민족적으로 아르메니아인이다. 그들은 아르메니아어와 러시아어를 사용한다. 아르메니아 민족주의자들은 자바헤티를 아르메니아에게 양도하라고 한다.

## 정치
2014년 인구 조사에 따르면, 민족적으로 아르메니아인들이 (주로 아할칼라키구와 니노츠민다구에 집중되어) 약 50.5%로 그 지역 인구의 과반수가 넘는다. 그들은 폰티안 그리스인들, 오세티야인들, 조지아인들과 그 지역을 공유한다. 현재, 그들은 공공 사업 및 정치, 특히 정부 인사들의 전반에 걸쳐서 그 빈도가 현저하게 낮다. 주지사의 임원들 26명 가운데서 아르메니아인은 3명(11%) 뿐이다. 또 예를 들자면, 삼츠헤자바헤티 세무부의 임원 82명 중에서 16명(19.5%)만이 아르메니아인들이라고 한다. 트빌리시에서는 지방의 아르메니아인들과 국가 정부와의 의사소통 결핍 때문에 그들에 대한 차별대우와 서로 간 불화가 더해간다. 그 지역에서 시위들이 일어났고, 경찰은 잔인하게 대처했으며 살인을 저질렀다. 많은 아르메니아인들은 그들이 이류 시민 대우를 받고 있다고 주장했다. 그 지방의 아르메니아 시민 단체인 자바흐크 민주주의 동맹 연합은 압하지야, 오세티야와 상등한 지방 자치권을 요구하고 있다.

## 관광 명소
바르지아의 동굴 수도원(1185년에 타마르 여왕이 설립)과 바니스 크바베비(8세기)는 관광객들을 매료시킨다. 그 명소들은 아스핀자 마을 인근에 위치해 있다.

## 같이 보기
- 메스케티 투르크인
- 메스케티

## 참고
1. 1 2  “Investment Guide to Georgia :: Samtskhe-Javakheti”. 2007년 9월 28일에 원본 문서에서 보존된 문서. 2007년 10월 23일에 확인함.
2. ↑  “403 Forbidden”. 2012년 12월 9일에 원본 문서에서 보존된 문서. 2012년 12월 9일에 확인함.
3. ↑  http://www.guardian.co.uk/news/2003/apr/05/guardianobituaries.usa as retrieved on 29 Apr 2008 20:59:44 GMT
4. ↑  Georgia: Revolution in the Regions
5. ↑  “보관된 사본” (PDF). 2012년 3월 4일에 원본 문서 (PDF)에서 보존된 문서. 2012년 3월 4일에 확인함.
6. ↑  “Frontline Club - Onnik Krikorian in Armenia: Nationalists agitate for Samtskhe-Javakheti”. 2010년 12월 16일에 원본 문서에서 보존된 문서. 2010년 10월 17일에 확인함.
7. ↑  “Statistics Georgia” (PDF). 2014년 4월 7일에 원본 문서 (PDF)에서 보존된 문서. 2010년 10월 17일에 확인함.
8. ↑  Georgia’s Armenian and Azeri Minorities 보관됨 2009-08-06 - 웨이백 머신, 22 November 2006 (free registration needed to view the full report)
9. ↑  “Reuters AlertNet - Georgia’s Armenian and Azeri Minorities”. 2008년 9월 5일에 원본 문서에서 보존된 문서. 2010년 10월 17일에 확인함.
10. ↑  Reuters Foundation; Alertnet, 22 Nov 2006, [Georgia’s Armenian and Azeri Minorities http://www.alertnet.org/thenews/newsdesk/ICG/a839b86ed70730cc9b32cbd9a898fc90.htm 보관됨 2008-09-05 - 웨이백 머신]

## 추가 문헌
- Unemployment
- Poverty
- Crisis Group Report 보관됨 2008-09-05 - 웨이백 머신
- ICG Report 보관됨 2008-09-05 - 웨이백 머신